# Home Fires Burning
Home Fires Burning es una película hecha para la televisión, dirigida por Glenn Jordan y guionizada por Robert Inman. Se rodó por completo en Georgia, Estados Unidos, y fue estrenada el 29 de enero de 1989.
Entre los actores que aparecen se encuentran: Elizabeth Berridge, Dan Biggers, Warde Butler, Kyle Chandler, William Duell, Tom Even, Neil Patrick Harris, Barnard Hughes, Edith Ivey, Ray Johnson, Bob Penny, Robert Prosky, Bill Pullman, Ric Reitz, Brad Sullivan, Sada Thompson y Wallace Wilkinson.